# Martinsville, Illinois
Martinsville är en ort i Clark County i delstaten Illinois, USA.